# Concerto pour violon no 2 de Prokofiev
Pour les articles homonymes, voir Concerto pour violon no 2.
Le Concerto pour violon no 2, op. 63 en sol mineur a été composé par Sergueï Prokofiev en 1935, soit près de 20 ans après le premier. Il a été créé à Madrid la même année, le premier décembre, par Robert Soetens, son commanditaire, qui s'en était assuré le droit d'exécution pendant un an, avec l'orchestre symphonique de Madrid sous la direction d'Enrique Arbós. 
La partition a été rédigée alors que le musicien faisait des aller-retours fréquents entre Paris et Moscou, peu avant de s'établir dans cette dernière ville en 1936. L'œuvre est contemporaine de son ballet Roméo et Juliette et son concerto pour violoncelle.
En raison de l'engouement de Jascha Heifetz pour cette œuvre, plus lyrique et classique que le Concerto pour violon n°1 (on y retrouve l'esprit du ballet Roméo et Juliette), elle a longtemps été plus populaire auprès des musiciens.

## Orchestration
Effectif orchestral : 2 flûtes, 2 hautbois, 2 clarinettes, 2 bassons ; 2 cors, 2 trompettes ; percussions (cymbales, triangle, castagnettes, grosse caisse, caisse claire) ; les cordes et surtout un violon soliste. 

## Analyse
Le concerto est en trois mouvements :
- I. Allegro moderato, environ 11 minutes
- II. Andante assai, environ 10 minutes
- III. Allegro, ben marcato, environ 6 minutes

## Discographie
- Lisa Batiashvili, Orchestre de chambre d'Europe, Yannick Nézet-Séguin, DG, 2018